# Casearia tuberculata
Casearia tuberculata är en videväxtart som beskrevs av Carl Ludwig von Blume. Casearia tuberculata ingår i släktet Casearia och familjen videväxter. Inga underarter finns listade i Catalogue of Life.